# 菅原美話
菅原 美話（すがわら みわ、1967年7月19日 - ）は、宮城県栗原郡栗駒町（現・栗原市）出身のローカルタレント。宮城県を中心に活動している。MOCプランニング所属。かつては菅原 美和の名で活動していた。娘は女優で元AKB48メンバーの岩田華怜。親戚に原田大二郎がいる（夫の母親の弟）。

## 出演

### テレビ
- あッ!晴れテレビ（2002年10月 - 2004年3月、ミヤギテレビ）
- OH!バンデス（時期未詳、ミヤギテレビ） - 「向こう三軒!おじゃましま〜す!!」コーナーレギュラー
- 突撃!ナマイキTV（時期未詳、東日本放送） - 「みわのMama Coco」コーナーレギュラー
- 炎のとれたて!キッチン（2006年10月7日 - 未詳、ミヤギテレビ）
- るくなす（2008年2月 - 2009年3月28日、東日本放送）

### ラジオ
- 独占ラジオ丼〜生でゴメンネッ!〜（1995年4月 - 1997年9月、TBCラジオ）
- YES! AM!! ミュージックアベニュー香澄町（1999年10月 - 2000年3月、TBCラジオ） - 「美和のRadio GA GA」コーナーレギュラー
- それいけミミゾー（2000年10月 - 2002年9月、TBCラジオ）
- 菅原美話のmama*cocoラジオ（ - 2007年5月、ラジオ3）
- ぎゅぎゅっとくりはら（Date fm）

### CM
- 栗原市観光PR CM(2015年3月 - )

## 書籍

### 雑誌連載
- 河北新報夕刊（河北新報社） - 「とことん映画主義」を連載。